# Sandskarð
Sandskarð är ett bergspass i republiken Island. Det ligger i regionen Norðurland eystra, 250 km nordost om huvudstaden Reykjavík.
Runt Sandskarð är det mycket glesbefolkat, med 4 invånare per kvadratkilometer. Närmaste större samhälle är Dalvík, omkring 17 kilometer sydost om Sandskarð. Trakten runt Sandskarð består i huvudsak av gräsmarker.